# Giorgio Perlasca

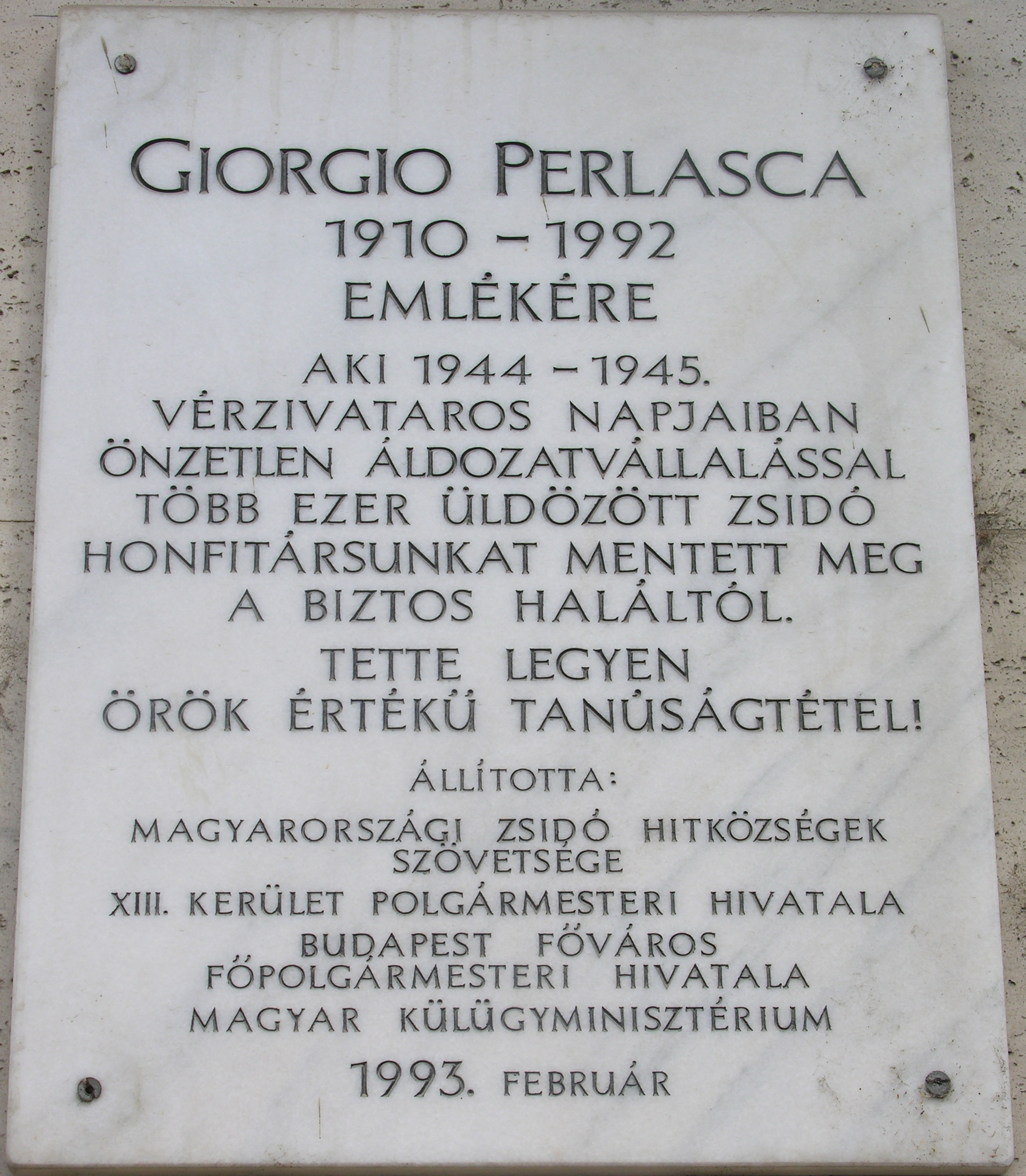
Giorgio Perlasca emléktáblája
Budapest, XIII. kerület,
Szent István park 35.

Giorgio Perlasca (Como, 1910. január 31. – Padova, 1992. augusztus 15.) olasz kereskedő, aki spanyol konzulnak kiadva magát zsidók ezreinek életét mentette meg a második világháború során 1944-ben Magyarországon.

## Életútja
1910-ben született Comóban, Olaszországban. A Padova megyei Maserà di Padova nőtt fel, az 1920-as években az olasz fasizmus támogatója volt, harcolt az abesszíniai háborúban. Franco oldalán önkéntesként részt vett a spanyol polgárháborúban, ezért olyan dokumentummal jutalmazták, amely a világ bármely országában a spanyol nagykövetségek falain belül védelmet biztosított számára. Később hazája nácikkal való szövetsége és az antiszemita rendeletek, törvények miatt kiábrándult a fasizmusból.

### Tevékenysége a háború idején
1941-től egy olasz cég, a SAIB (Élőállat Export-Import Vállalat, Róma) megbízottjaként az olasz hadsereg számára élelmet – főként húst – vásárolt a Balkánon. 1942 októberétől Magyarországon dolgozott. Többek közt megfordult Sopronban, Rimaszombatban, Pécsett, Újvidéken, Marosvásárhelyen, Kaposvárott és Budapesten is. 1943. szeptember 8-ától 1944. március 19-ig Budapesten a Kék Duna panzióban lakott, irodája a Astoria Szálló hatodik emeletén volt. Perlasca nem ismerte el az újonnan, Hitler támogatásával alapult Salói Köztársaságot, így Magyarország német megszállása után bujkált, majd internálták. Először a Kékesen, majd a csákánydoroszlói Batthyány-kastélyban tartották fogva, ahonnan régi barátja, a spanyol diplomata, Ángel Sanz Briz segítségével október 13-án Budapestre került. Ő adott neki spanyol állampolgárságot igazoló útlevelet, és felkérte háromszáz spanyol védleveles magyar zsidó ügyeinek intézésére. Megszervezte a védett házakat, vigyázott az ott élőkre.
November végén Sanz Briz kényszerűségből elhagyta az országot. Ekkor Perlasca beköltözött a követség épületébe, és mivel a magyar alkalmazottak látásból ismerték, elhitték, hogy ő lett a spanyol érdekek képviselője. Magát diplomatának kiadva menleveleket állított ki, élelmet, gyógyszert szerzett a védett házakban élőknek; pályaudvarokról, nyilas házakból, rendőrségi cellákból szabadított ki embereket. Az utolsó napig, Pest felszabadításáig dolgozott, 5200 magyar zsidó életét mentette meg. Munkáját nagyban segítette a követség korábbi jogtanácsosa Farkas Zoltán.

### A háború utáni évek
A háború után hazament Olaszországba, s egyszerű kereskedőként élte tovább életét. Az 1940-es évek végén egyszer megpróbált visszatérni Budapestre, de megtagadták tőle a beutazási engedélyt. Tetteiről még a közvetlen családjának sem beszélt. 1987-ben néhány általa megmentett, majd Izraelbe költözött magyar zsidónak sikerült a nyomára jutnia az otthonában. 
Egészen 1988-ig váratott magára tetteinek elismerése, ekkor a padovai zsinagógában a Világ Igaza kitüntetést vehette át Izrael Államtól. 1989-ben megkapta a Magyar Népköztársaság Csillagrendjét, 1990-ben átvehette a Raoul Wallenberg-kitüntetést. Spanyolország 1991-ben a Katolikus Izabella Érdemrendet adományozta neki, Olaszország a Grande Ufficiale della Repubblica kitüntetéssel jutalmazta.
1992. augusztus 15-én halt meg padovai házában. Kérésére Maseràban temették el, ahol sírkövén születése és halála dátuma alatt csak egyetlen héber nyelvű felirat szerepel: „Egy igaz ember a népek között” (Népek Igaza). A Bátorság Arany Medálja kitüntetést már csak özvegye vehette át, 1992-ben.

## Visszaemlékezései magyarul
- A „szélhámos”. Egy olasz embermentő és társai a vészkorszak idején. Giorgio Perlasca emlékiratai. Dokumentumok és írások; szerk. Bangó Jenő, Biernaczky Szilárd; Mundus Novus, Budapest, 2012 (Mundus – új irodalom)

## Emlékezete
- Nevét viseli a Giorgio Perlasca Kereskedelmi, Vendéglátóipari Szakközépiskola és Szakiskola Budapest X. kerületében, a Maglódi út 8. sz. alatt.

## További irodalom
- Stories of Moral Courage - Hungary, The Jewish Foundation for the Righteous (2007). Hozzáférés ideje: 2009. október 23.[halott link]
- Elek László: Az olasz Wallenberg; Széchenyi, Bp., 1989
- Enrico Deaglio: A jótett egyszerűsége. Giorgio Perlasca története; Osiris, Bp., 1997
- Enrico Deaglio: The banality of goodness. The story of Giorgio Perlasca; olaszról angolra ford. Gregory Conti; University of Notre Dame Press, Notre Dame–London, 1998 (The Erma Konya Kess lives of the just and virtuous series)
- Fiorenza Di Franco: Una ragazzina e l'armistizio dell'8 settembre 1943. Storia vissuta; Edizioni associate editrice internazionale, Roma, 2003
- Luca Cognolato–Silvia del Francia: A láthatatlan hős. Egy igaz ember budapesti története; Franco Perlasca visszaemlékezésével, ford. Todero Anna; Manó Könyvek, Bp., 2015